# Coupe Kent de snooker
La Coupe Kent (Kent Cup en anglais) est un tournoi de snooker professionnel sur invitation créé en 1987 et disparu en 1992.

## Histoire
Ce tournoi succède au Masters de Chine qui était le premier à se dérouler dans ce pays. Willie Thorne remporte l'édition inaugurale à Pékin face à Jimmy White en finale devant plus de 100 millions de téléspectateurs chinois. John Parrott s'impose devant le double de téléspectateurs l'année suivante aux dépens de Martin Clark. 
Le tournoi n'est pas reconduit en 1989 mais réapparait en 1990 avec un dotation moindre et la participation de joueurs moins bien classés. Marcus Campbell remporte son premier tournoi professionnel à cette occasion contre Tom Finstad puis et battu en finale en 1991 par Joe Swail. En 1992, le tournoi est renommé Classique Kent et remporté une seconde fois par John Parrott.

## Palmarès
| Année                       | Ville                   | Vainqueur               | Finaliste               | Score                   | Saison                  |
| Coupe Kent (non classé)     | Coupe Kent (non classé) | Coupe Kent (non classé) | Coupe Kent (non classé) | Coupe Kent (non classé) | Coupe Kent (non classé) |
| --------------------------- | ----------------------- | ----------------------- | ----------------------- | ----------------------- | ----------------------- |
| 1987                        | Pékin                   | Willie Thorne           | Jimmy White             | 5-2                     | 1986-1987               |
| 1988                        | Pékin                   | John Parrott            | Martin Clark            | 5-1                     | 1987-1988               |
| 1990                        | Pékin                   | Marcus Campbell         | Tom Finstad             | 4-1                     | 1989-1990               |
| 1991                        | Pékin                   | Joe Swail               | Marcus Campbell         | 5-0                     | 1990-1991               |
| Classique Kent (non classé) |                         |                         |                         |                         |                         |
| 1992                        | Pékin                   | John Parrott            | Stephen Hendry          | 6-5                     | 1992-1993               |

## Bilan par pays
| Pays            | Joueurs | Total | Premier titre | Dernier titre |
| --------------- | ------- | ----- | ------------- | ------------- |
| Écosse          | 2       | 2     | 1987          | 1990          |
| Angleterre      | 1       | 2     | 1988          | 1992          |
| Irlande du Nord | 1       | 1     | 1991          | 1991          |